# Ципко Віталій Володимирович
Віта́лій Володи́мирович Ципко́ (нар. 3 червня 1976, Дніпропетровськ) — український боксер-професіонал другої середньої ваги.

## Спортивна кар'єра
Віталій Ципко дебютував на професійному рингу 1999 року. Перші бої проходили в Україні.
16 листопада 2002 року в Нюрнбергу завоював титул інтерконтинентального чемпіона за версією IBF в 
другій середній вазі.
28 лютого 2003 року завоював вакантний титул інтерконтинентального чемпіона за версією WBA.
5 червня 2004 року Ципко зустрівся в бою з непереможним американцем Джеффом Лейсі, але бій був зупинений вже в другому раунді через розсічення лобу у Віталія і був визнаний таким, що не відбувся.
16 липня 2005 року в Нюрнбергу Ципко розділеним рішенням переміг непоступливого британця Браяна Мегі і став чемпіоном Європи за версією EBU, але вже в наступному поєдинку 18 листопада 2005 року поступився непереможному французу Джексону Шане, зазнавши першої поразки на професійному рингу і втративши титул.
2006 року після перемоги над Степаном Божичем Віталій Ципко в Тампі зустрівся в другому бою з Джеффом Лейсі і цього разу програв йому рішенням більшості.
4 квітня 2009 року в Монреалі Ципко провів бій за звання офіційного претендента на пояс IBF в другій середній вазі проти мексиканця Лібрадо Андраде. Перемогу в бою, в якому Ципко двічі побував в нокдаунах, одностайним рішенням суддів здобув мексиканець, після чого Ципко завершив кар'єру, перейшовши до роботи тренером в Дніпропетровську.
2019 року емігрував з України в Ізраїль, де продовжив тренерську діяльність.